# Guelph (circonscription ontarienne)
Pour l’article homonyme, voir Guelph.
Circonscription électorale provinciale du Canada
Guelph une circonscription provinciale de l'Ontario représentée à l'Assemblée législative de l'Ontario depuis 2004. Elle avait aussi existé de 1987 à 1999 avec les mêmes délimitations.

## Géographie
La circonscription est située au sud de l'Ontario et se limite à la ville de Guelph.
La seule circonscription limitrophe est Wellington—Halton Hills.

## Historique
| Législature                                | Années                         | Député                         | Député                         | Parti                          |
| Guelph issue de Wellington-Sud             | Guelph issue de Wellington-Sud | Guelph issue de Wellington-Sud | Guelph issue de Wellington-Sud | Guelph issue de Wellington-Sud |
| ------------------------------------------ | ------------------------------ | ------------------------------ | ------------------------------ | ------------------------------ |
| 34e                                        | 1987–1990                      |                                | Rick Ferraro                   | Libéral                        |
| 35e                                        | 1990–1995                      |                                | Derek Fletcher                 | Néo-démocrate                  |
| 36e                                        | 1995–1999                      |                                | Brenda Elliott                 | Progressiste-conservateur      |
| Circonscription dissoute                   |                                |                                |                                |                                |
| Circonscription issue de Guelph—Wellington |                                |                                |                                |                                |
| 39e                                        | 2007–2011                      |                                | Liz Sandals                    | Libéral                        |
| 40e                                        | 2011–2014                      |                                | Liz Sandals                    | Libéral                        |
| 41e                                        | 2014–2018                      |                                | Liz Sandals                    | Libéral                        |
| 42e                                        | 2018–2022                      |                                | Mike Schreiner                 | Vert                           |
| 43e                                        | 2022–2025                      |                                | Mike Schreiner                 | Vert                           |
| 44e                                        | 2025–en cours                  |                                | Mike Schreiner                 | Vert                           |

## Circonscription fédérale
Depuis les élections provinciales ontariennes du 4 octobre 2007, l'ensemble des circonscriptions provinciales et des circonscriptions fédérales sont identiques.